# Virus cannibale
Pour plus de détails, voir Fiche technique et Distribution.
Virus cannibale ou L'Enfer des morts vivants (Virus) est un film italo-espagnol réalisé par Bruno Mattei et Claudio Fragasso, sorti en 1980.

## Synopsis
Des morts reviennent à la vie peu de temps après leur décès à la suite d'un accident dans une centrale nucléaire en Papouasie-Nouvelle-Guinée. En relatant une prise d'otages faite par des écologistes, une journaliste et son cadreur apprennent par ces derniers que des expériences étranges devant régler le problème de la surpopulation ont lieu dans cette centrale. Ils se rendent alors sur place accompagnés de quatre soldats d'élite en mission secrète afin de découvrir ce qui se passe réellement là-bas…

## Fiche technique
- Titre : Virus cannibale
- Titre alternatif : L'Enfer des morts vivants
- Titre original : Virus
- Réalisation : Bruno Mattei et Claudio Fragasso
- Scénario : José María Cunillés, Rossella Drudi et Claudio Fragasso
- Production : Sergio Cortona, José María Cunillés et Isabel Mulá
- Sociétés de production : Beatrice Film et Films Dara
- Photographie : John Cabrera
- Montage : Claudio Borroni
- Décors : Antonio Velart
- Pays d'origine : Italie, Espagne
- Format : Couleurs - 1,85:1 - Mono - 35 mm
- Genre : Horreur, science-fiction et thriller
- Durée : 101 minutes
- Dates de sortie : 17 novembre 1980 (Espagne), 21 août 1981 (Italie), 10 novembre 1982 (France)
- Film interdit aux moins de 18 ans lors de sa sortie en France (Interdit désormais aux moins de 16 ans selon la nouvelle nomenclature issue du décret du 23 février 1990)

## Distribution
- Margit Evelyn Newton : Lia Rousseau
- Franco Garofalo (it) : Zantoro
- Selan Karay : Max
- José Gras : le lieutenant Mike London
- Gaby Renom : Osborne
- Josep Lluís Fonoll : Vincent
- Piero Fumelli : Mr Farrara
- Patrizia Costa : Josie
- Bruno Boni : le mari de Josie
- Cesare Di Vito : le technicien Lawson
- Sergio Pislar : le technicien Fowler
- Joaquín Blanco (de) : le professeur Barrett
- Bernard Seray : l'assistant du professeur
- Víctor Israel (ca) : le prêtre zombi
- Pep Ballenster : le reporter

## Autour du film
- Le tournage s'est déroulé à Barcelone et Rome.
- La plupart des morceaux musicaux ont été composés par les Goblin pour Zombie (1978) et Contamination (1980).
- Certaines scènes ont été reprises du film La Vallée (1972).
- La même année, Franco Garofalo tournait dans deux autres films du cinéaste, L'Autre enfer et Les Novices libertines (1980).
- La rédaction du site Nanarland le classe parmi les 25 pires nanars de l'histoire[1].